# Guadalupe (Piauí)

Ubicación de Guadalupe en Piauí.

Guadalupe es un municipio del estado brasileño de Piaui.  Se encuentra ubicado en latitud 06 ° 47 '13 "Sur y longitud 43 ° 34' 09" oeste, con la altitud de 177 metros.
En Guadalupe se encuentra la hidroeléctrica de Buena Esperanza , que provee de energía al estado de Piauí que está ubicada en el Río Parnaíba
- Datos: Q2104157
- Multimedia: Guadalupe (Piauí) / Q2104157